# Walmir Lima
Walmir Lima (Salvador, 18 de junho de 1931) é um cantor e compositor brasileiro.
Com formação musical familiar, pois seu pai era maestro da Orquestra Bahia Serenaders, compôs sua primeira música em 1954, denominada "Sem o seu amor". Em 1962, conquistou seu primeiro prêmio num concurso de marchinhas, com a música  "Sonho de Pierrô".
É na década de 1970 que suas músicas são gravadas por grupos ou cantores de projeção nacional, como uma homenagem a Chacrinha, com os "Ritmistas do Samba" (1971), "Samba, canto livre de um povo", gravada por Ederaldo Gentil (1975) e "Ilha de Maré", gravada por Alcione, em 1977, e depois regravada por Mariene de Castro. Em 1976, lançou o LP solo "Está tudo bem" pela gravadora CBS. 
Na década de 1980, viajou para os Estados Unidos divulgando a música brasileira e apresentando-se em várias cidades.